# Corydalis kailiensis
Corydalis kailiensis là một loài thực vật có hoa trong họ Anh túc. Loài này được Z.Y.Su mô tả khoa học đầu tiên năm 1993.